# Pilsner
Pilsner er en øltype af lagerøl brygget på undergær.
Verdens første undergærede pilsner blev lanceret i 1842 af Měšťanský Pivovar i Plzeň (Pilsen) i Bøhmen. Øl brygget på samme gærstamme markedsføres nu som Pilsner Urquell (Plzeňský Prazdroj). Med industrialiseringen var det blevet muligt at udvikle den avancerede undergæringsteknik, hvor man før i tiden havde været nødt til udelukkende at bruge overgæring til ølbrygning . Brygningsteknikken blev hurtigt udbredt til resten af Tjekkiet og til resten af verden. I Tjekkiet benyttes udtrykket "pilsner" (plzeňský) kun om øl fra Plzeň, men der er mange andre tjekkiske bryggerier, der laver samme type øl.
Den første danske pilsner blev lavet af Tuborg i 1881 af Hans Bekkevold fra Vejle. Ordet blev snart udbredt, da konkurrerende bryggerier lancerede deres pilsnere i kølvandet på Tuborgs.
Forarbejdet til den lagrede undergærede øl kom dog først og fremmest fra bryggerne Carl Jacobsen og Carl Wiibroes arbejde med de nye metoder til at dyrke gærstammer og investere i udvidede tekniske anlæg. En af gærstammerne kom fra Plzeň i Bøhmen, og derfor kaldtes øltypen for pilsnersk øl eller blot pilsner. Bryggerne havde i forlængelse af Jacobsens far J.C. Jacobsens pionérarbejde i faget mest arbejdet med at fremstille bajersk lagerøl, bayersk øl, og herfra kommer ordet bajer.